# Ófehértó
Ófehértó är en ort (by) i provinsen Szabolcs-Szatmár-Bereg i östra Ungern. Orten har 2 386 invånare (2024), på en yta av 43,17 km². Den ligger cirka 24 kilometer öster om Nyíregyháza.